# Spilosmylus sinuosus
Spilosmylus sinuosus is een insect uit de familie watergaasvliegen (Osmylidae), die tot de orde netvleugeligen (Neuroptera) behoort. 
Spilosmylus sinuosus is voor het eerst wetenschappelijk beschreven door New in 1989. De soort komt voor in Papoea.